# Posebna taborišča NKVD v Nemčiji 1945—1950
Posebna taborišča NKVD (nemško: Speziallager) so bila taborišča za internacije NKVD v sovjetsko okupiranih delih Nemčije od maja 1945 do 6. januarja 1950. Ustanovila jih je sovjetska komunistična vojaška uprava v Nemčiji (SMAD) in jih vodila MVD sovjetskega ministrstva za notranje zadeve. 8. avgusta 1948 so bila taborišča podrejena Gulagu. Ker taboriščnikom ni bil dovoljen stik z zunanjim svetom, so taborišča znana tudi kot taborišča tišine (nemško: Schweigelager).  
Sovjetske okupacijske oblasti niso priznale obstoja taborišč, dokler zahodni tisk ni spodbudil Sovjetske zveze, da se je odzvala z zmerno propagandno kampanjo lastnega priznavanja in obrambe obstoja taborišč. Pred letom 1948 iz taborišč ni bil izpuščen noben zapornik. 6. januarja 1950 so bila taborišča predana vzhodnonemški vladi, ki je sodila preostalim zapornikom. Uradno je bilo pridržanih 157.837 ljudi, od tega 122.671 Nemcev in 35.166 državljanov drugih narodov, od katerih jih najmanj 43.035 ni preživelo. Dejansko število nemških ujetnikov je bilo približno za 30.000 višje.